# Emile Decroix
Emile Omer Decroix (Geluveld, 5 marzo 1904 – La Panne, 1º aprile 1967) è stato un ciclista su strada belga.
Specialista delle corse del nord europa vinse il Giro del Belgio nel 1936, corsa in cui fu inoltre secondo nel 1930 e quarto nel 1931. Corridore abile anche nelle Classiche del pavé chiuse al terzo posto la Parigi-Roubaix 1931.

## Palmarès
- 1929

De Panne
Paris-Somain
- 1932

Eeklo
Paris-Dunkerque
- 1935

Paris-Limoges
1ª tappa Derby du Nord (Boulogne > Lilla)
- 1936

Classifica generale Giro del Belgio

### Altri successi
- 1929

Criterium di Iper
- 1932

Criterium di Iper
- 1933

Criterium di Micheroux
- 1935

Criterium di Plogastel-Saint-Germain

## Piazzamenti

### Grandi Giri
- Tour de France

1932: 43º
1933: 22º
- Giro d'Italia

1932: 28º

### Classiche monumento
- Giro delle Fiandre

1930: 19º
1931: 19º
1933: 7º
1938: 11º
- Parigi-Roubaix

1931: 3º
1932: 8º
1933: 9º
1934: 35º
1935: 11º
1936: 12º
1937: 43º
1938: 40º
- Liegi-Bastogne-Liegi

1935: 17º